# Deltochilum gibbosum
Deltochilum gibbosum là một loài bọ cánh cứng trong họ Bọ hung (Scarabaeidae).